# Biographisches Lexikon des Kaiserthums Oesterreich
El Biographisches Lexikon des Kaiserthums Oesterreich és un lèxic biogràfic escrit per Constantin von Wurzbach entre 1856 i 1891. Segons el títol, conté 24.254 biografies de persones que entre 1750 i 1850 van nàixer o treballar als països de la corona habsburguesa. Tot i les imperfeccions, queda una obra de referència, s'hi refereix sovint com el «Wurzbach», segons el nom de l'autor.

## Edició en línia
- von Wurzbach, Constantin. Austrian Literature Online (ed.). Biographisches Lexikon des Kaiserthums Oesterreich : enthaltend die Lebensskizzen der denkwürdigen Personen, welche 1750 bis 1850 im Kaiserstaate und in seinen Kronländern gelebt haben (edició en línia) (en alemany). 1-60, 1856-1891.